# Преследуемая
«Преследуемая» (англ. The Hunted) — фильм нуар режиссёра Джека Бернхарда, который вышел на экраны в 1948 году.
Фильм рассказывает о детективе полиции Джонни Саксоне (Престон Фостер), который арестовывает свою подружку, талантливую фигуристку Лору Мид (Белита), по обвинению в ограблении, в котором, как выясняется позднее, она не виновна. После её выхода из тюрьмы Джонни продолжает внимательно наблюдать за Лорой, помогая ей получить жильё и работу, а затем возобновляя с ней роман, но последующее убийство бывшего адвоката Лоры и её бегство заставляет Джонни начать на Лору настоящую охоту.

## Сюжет
Лейтенант полиции Лос-Анджелеса Джонни Саксон (Престон Фостер) приходит к инспектору по надзору за условно-досрочно освобождёнными мисс Тёрнер (Эдна Холланд), чтобы получить информацию о только что вышедшей на свободу Лоре Мид (Белита). В своё время у Джонни был с Лорой роман, однако четыре года назад он арестовал её по обвинению в ограблении, когда были похищены драгоценности Винстона. Через несколько минут в кабинете мисс Тёрнер появляется также адвокат Саймон Рэнд (Пьер Уоткин), который защищал Лору в суде. Их интерес связан с тем, что Лора обещала убить обоих, кроме того, Джонни напоминает Рэнду, что, несмотря прекрасный послужной список адвоката, Лора осталась недовольной тем, как он защищал её в суде. Вернувшись домой, Джонни видит в своей квартире Лору, которая просит разрешения остаться у него дома, так как ей некуда идти. Упоминание им об ограблении раздражает Лору, которая обвиняет Джонни в том, что он засадил невиновную женщину и заставил её страдать. В свою очередь Джонни говорит, что подыскал для неё жильё и работу. Среди ночи Джонни и Лора вспоминают о своём былом романе. Однако затем Джонни снова возвращается к ограблению, обвиняя Лору в том, что она пыталась использовать связь с ним, чтобы скрыть своё участие в преступлении. Лора отвечает, что Джонни напрасно поверил стукачу, который обвинил её в ограблении и заявил, что украденные драгоценности Винстона находятся у неё. Действительно, пакет с частью драгоценностей обнаружили у неё дома, однако, по словам Лоры, пакет ей передал брат, и она не знала, что в нём находится. В деле были замешаны известный вор Холлис Смит (Ларри Дж. Блейк) и брат Лоры, труп которого через неделю после ограбления обнаружили в порту. Предположительно, его убил Холлис, который и забрал его долю. Шесть месяцев спустя Холлиса взяли на краже в другом штате, однако его не смогли обвинить в краже драгоценностей Винстона, так как Лора настаивала на том, что никогда его не видела и ничего не знает об ограблении, в котором её обвиняют. В итоге основная часть драгоценностей Винстона так и не была найдена, и, как полагает Джонни, их спрятал Холлис. Теперь Лора ожидает скорого выхода Холлиса из тюрьмы, чтобы получить с него свою долю. 
На следующее утро Джонни показывает Лоре её комнату в пансионе, а также договаривается с управляющим ледового дворца Полом Харрисоном (Фрэнк Фергюсон) о приёме её на работу. Так как в своё время Лора была подающей большие надежды фигуристкой, Харрисон сразу же предлагает ей контракт, предусматривающий, что днём она будет заниматься с учениками, а по вечерам выступать с собственным номером в перерывах хоккейных матчей. Джонни заходит к своему приятелю-бармену, который видит, что Джонни всё ещё любит Лору. Бармен по-дружески советует детективу дать Лоре шанс, так как, вполне возможно, что она и не виновна. Тем более, что, по словам бармена, Джонни и сам не верит в то, что Лора просто использовала его. Затем Джонни заходит к Рэнду, который утверждает, что во время процесса Лора конфиденциально созналась ему в своей вине, называя её «красивой, но опасной обманщицей», и советует ему держаться от Лоры подальше. Три недели спустя Джонни получает от Пола письмо, в котором тот благодарит его за Лору, которая отлично работает, а неделю спустя Джонни приходит к мисс Тёрнер, чтобы посмотреть на её воспитательную беседу с Лорой, которая стала популярной у мужчин звездой местного шоу на льду. Несколько дней спустя Джонни приходит во дворец спорта на выступление Лоры, после чего они направляются на прогулку в парк развлечений, а затем проводят романтический вечер на морском побережье. Они снова начинают мечтать о том, как будут жить вместе в Париже, заканчивая вечер поцелуем. По пути в ресторан Джонни подводит Лору к небольшому летнему кафе, в котором работает вышедший на свободу Холлис Смит. Хотя Лора уверяет, что видит его впервые в жизни, Холлис приветствует её как старую знакомую. В ресторане Лора просит Джонни перестать бояться её и наконец поверить ей.
Той же ночью Джонни сообщают об убийстве адвоката Рэнда, при этом на месте преступления полиция находит школьный перстень, который, как знает Джонни, принадлежит Лоре. Джонни немедленно направляется к Лоре домой, где в тумбочке обнаруживает пистолет, вероятно, ставший орудием убийства. Несмотря на обвинения Джонни Лора категорически отрицает, что убила Рэнда. Когда Джонни при аресте на мгновение поворачивается к Лоре спиной, она бьёт его настольной лампой по голове, после чего забирает перстень и убегает. Придя в себя, Джонни бросается в погоню за Лорой, привлекая силы полиции, однако ей удаётся добраться до Аризоны, где она устраивается на работу официанткой в придорожное кафе. Неделю спустя по приметам её опознаёт патрульный. Почувствовав беду, Лора требует у управляющего немедленно рассчитать её, однако тот уговаривает девушку остаться до ужина. Тем временем в Лос-Анджелесе арестовывают Холлиса Смита за убийство обвинявшего Лору стукача, который попытался шантажировать вора. При обыске у Смита находят остальные пропавшие драгоценности Винстона, после чего тот сознаётся в том, что вместе с братом Лоры ограбил Винстона. Чтобы уйти от ответственности, Холлис нанял Рэнда, который нашёл стукача, указавшего на Лору, и подбросил ей часть добычи. Так как брат Лоры был против этого плана, Холлис убил его. Затем Холлис оставил драгоценности Рэнду, так как продавать их было опасно, и сразу же пошёл на другое ограбление, на котором его в итоге и взяли. Выйдя на свободу, Холлис убил Рэнда, который не хотел возвращать драгоценности, и забрал то, что осталось. Затем он убил стукача, который оставался последним свидетелем по делу, и подбросил перстень Лоры на место убийства, а орудие убийство подбросил в её комнату. Однако ни Джонни, ни Лора не знают о признании Холлиса в тот момент, когда Джонни заходит в её кафе. Увидев детектива, Лора убегает в свой вагончик, и когда он заходит вслед за ней, она достаёт пистолет и просит дать ей уйти. Когда Джонни начинает на неё надвигаться, Лора стреляет, раня его в плечо, после чего убегает. В больнице Джонни говорит следователю, что в него выстрелил незнакомец, лицо которого он не смог рассмотреть в темноте. Джонни узнаёт, что с Лоры сняты обвинения как в убийстве Рэнда, так и в краже драгоценностей. Вскоре он возвращается в свою квартиру, где с радостью видит, что там его ожидает Лора. Они обнимают друг друга и целуются, снова мечтая об общем будущем.

## В ролях
- Престон Фостер — Джонни Саксон
- Белита — Лора Мид
- Пьер Уоткин — Саймон Рэнд, адвокат
- Эдна Холланд — мисс Тёрнер
- Расселл Хикс — Дэн Мередит, шеф детективов
- Фрэнк Фергюсон — Пол Харрисон
- Джозеф Крехан — капитан полиции
- Ларри Джэй Блейк — Холлис Смит
- Кэти Картер — Сэлли Уинтерс
- Чарльз Макгроу — детектив
- Трис Коффин — детектив

## Создатели фильма и исполнители главных ролей
Режиссёр Джек Бернхард поставил за свою карьеру 11 фильмов категории В, наиболее заметными среди которых стали фильмы нуар «Приманка» (1946) и «Ледяная блондинка» (1948), а также фантастический хоррор «Неизвестный остров» (1948). Писатель и сценарист Стив Фишер был чрезвычайно востребованным автором в Голливуде, в частности, по его книгам и сценариями были поставлены такие успешные фильмы нуар, как «Ночной кошмар» (1941), «Джонни Эйнджел» (1945), «Рассчитаемся после смерти» (1947), «Леди в озере» (1947), «Я бы не хотел оказаться в твоей шкуре» (1948), «Викки» (1953), «Пол-акра ада» (1954) и многие другие.
В 1936 году английская фигуристка Белита в 12-летнем возрасте участвовала в Олимпийских играх в Гармиш-Партенкирхене, а уже в 1941 году дебютировала в Голливуде в роли танцовщицы балета на льду в мюзикле «Проделки на льду». Как пишет историк кино Артур Лайонс, кинокомпания Monogram рассчитывала, что Белита станет её ответом Соне Хени, однако она достигла звёздного статуса лишь в нескольких фильмах этой студии, среди них ледовые мюзиклы «Серебряные коньки» (1943) и «Леди, давайте танцевать» (1944), а также фильмы нуар «Саспенс» (1946) и «Гангстер» (1947), в которых она также выступала с ледовыми номерами. Престон Фостер начал карьеру в кино в начале 1930-х годов, сыграв главные и значимые роли в таких популярных криминальных драмах, как «Я — беглый каторжник» (1932), «Две секунды» (1932) и «Осведомитель» (1935). В дальнейшем его самыми заметными картинами стали военная драма «Дневник Гуадалканала» (1943), вестерн «Я застрелил Джесси Джеймса» (1949), а также фильмы нуар «Тайны Канзас-сити» (1952) и «Суд — это я» (1953). После этого фильма карьера Фостера пошла на спад, и он работал в основном на телевидении.

## История создания фильма
Согласно информации газеты Los Angeles Express от 12 июля 1945 года, компания King Brothers Productions купила у Стива Фишера оригинальную историю для экрана под названием «Преследуемая» с намерением произвести фильм по ней фильм с бюджетом в 400 тысяч долларов, пригласив на главную роль Джоэла Маккри. В апреле 1947 года журнал Variety сообщил, что кинокомпания Allied Artists выкупила права на этот фильм у компании King Brothers за 75 тысяч долларов.
Как написал историк кино Артур Лайонс, этот фильм стал «вторым нуаром, выпущенным под вывеской Allied Artists, созданной кинокомпанией Monogram с целью отделить свою более дешёвую продукцию от более качественных и дорогих картин». Первым в серии нуаров Allied Artists был фильм «Гангстер» (1947), который, по мнению Лайонса, был «значительно более качественной картиной».

## Оценка фильма критикой
После выхода на экраны фильм не привлёк к себе особого внимания критики, а современные историки кино оценили его весьма сдержанно. В частности, кинокритик Леонард Малтин назвал фильм «низкобюджетным нуаром с налётом крутизны, но с прозаическим, затянутым сюжетным развитием, в котором находится место даже для демонстрации целого номера Белиты на льду!». Спенсер Селби пишет, что в этом фильме «полицейский отправляет свою подружку в тюрьму, не оставляя в покое и тогда, когда она выходит на свободу», а Лайонс указывает, что «фильм рассказывает о копе, который одержим своей бывшей подружкой, предвосхищая тему сталкеров, которая станет более чем знакомой по новостным заголовкам сорок лет спустя». Он также отмечает, что «известный своими крутыми романам Стив Фишер написал сценарий этого фильма, поразительный с точки зрения невероятности истории, а также сентиментальной склонности всех всё прощать и забывать». По мнению Майкла Кини, «фильм не так хорош, как это может показаться, исходя из истории», отметив также, что «бывшая английская фигуристка Белита вновь играет фигуристку, как и двумя годами ранее в фильме „Саспенс“».